# Selago cupressoides
Selago cupressoides är en flenörtsväxtart som beskrevs av O.M. Hilliard. Selago cupressoides ingår i släktet Selago och familjen flenörtsväxter. Inga underarter finns listade i Catalogue of Life.